# 일본의 비디오 게임
일본의 비디오 게임은 일본에서 주요 산업을 차지하고 있다. 일본의 비디오 게임 개발사는 미야모토 시게루와 야마우치 히로시가 소속된 닌텐도, 그리고 그들과 동시대의 기업들인 세가, 소니 컴퓨터 엔터테인먼트, 타이토, 남코, 캡콤, 스퀘어 에닉스, 코나미, 닛폰 전기, SNK 등이 이끌었다.
일본의 비디오 게임 산업에서는 여러 대기업들이 비디오 게임 콘솔과 아케이드 게임의 다양한 분야들에서 서로 경쟁을 벌였다. 제2차 세계 대전 이후 미국인이 창업한 세가는 아케이드 게임 산업에서 수십 년 동안 성공을 이어갔다. 화투패를 만들던 회사인 닌텐도는 1980년대에 비디오 게임 콘솔인 패밀리 컴퓨터 일명 '패미컴'과 닌텐도 엔터테인먼트 시스템으로 대성공을 거두었다. 세계적인 대기업 소니도 1994년에 3차원 컴퓨터 그래픽스 기술을 갖춘 플레이스테이션으로 비디오 게임 시장에 진입하여 곧바로 자리를 차지했다. 미야모토 시게루는 세계적으로 '비디오 게임의 아버지'로 불리며, 비디오 게임 개발자로서는 유일하게 일본의 문화공로자(文化功労者)로 지명되었다.
비디오 게임 문화는 일본인들에게 주요한 영향력을 주며, 아키하바라 전자상가는 비디오 게임을 다루는 오타쿠들의 문화적 중심지가 되고 있다. 일본의 롤플레잉 비디오 게임은 국내와 국제 시장에서 모두 유명세를 유지하고 있으며, 파이널 판타지와 드래곤 퀘스트 등의 시리즈들은 수백만 장이 판매되었다.
일본에서는 2018년 기준 약 6760만 명이 비디오 게임을 하는 것으로 추정되었다.

## 같이 보기
- 일본의 대중문화
- 소프트 파워

## 참고 문헌
- Barton, Matt (2008). 《Dungeons & Desktops: The History of Computer Role-Playing Games》. A K Peters, Ltd. ISBN 978-1-56881-411-7. 2021년 5월 25일에 확인함.
- Harris, John (2009년 7월 2일). “Game Design Essentials: 20 RPGs”. 《Gamasutra》.
- Loguidice, Bill; Barton, Matt (2009). 《Vintage Games: An Insider Look at the History of Grand Theft Auto, Super Mario, and the Most Influential Games of All Time》. Focal Press. ISBN 978-0-240-81146-8.
- Vestal, Andrew (1998년 11월 2일). “The History of Console RPGs”. 《GameSpot》. 2009년 8월 2일에 원본 문서에서 보존된 문서. 2021년 5월 25일에 확인함.